# MoeMi
MoeMi（もえみ）は、日本の女性声優およびシンガーソングライター。愛知県名古屋市出身。EARLY WING所属。旧芸名は尾高 もえみ（おたか もえみ）。

## 人物
父親は作曲や演奏、母親はピアノの先生やボーカルをやっていた音楽一家で育った。3歳からピアノの演奏を習い始め、即興での曲作りに慣れ親しんでいた。小学校入学後は作曲コンクールへの参加を目的とした楽曲制作に取り組み、久石譲の作品から音楽的な影響を受けた。小学5年生で、5級から講師になることができるヤマハピアノ演奏グレード6級を取得。中学校入学後は合唱部に入り、部長を務めていた。
趣味にはデザイン、創作料理、ピアノ即興演奏を、特技には耳コピをそれぞれ挙げている。他にもインドアな趣味が多く、油絵、アクセサリー作り、人狼ゲーム、ボードゲーム、マーダーミステリーなどが好き。またボードゲームは数十個持っている。
メンタル心理カウンセラー・メンタル心理アドバイザー・スイーツコンシェルジュ・ハーバリウム認定講師・パワーストーン鑑定士・夢占い師・ワープロスピード検定一級など多くの資格を保持している。
愛知県が2010年に開始した離島振興イベント「あいちの離島PR大作戦!」では、あいちの離島PR大使を務めた。2013年にテレビアニメ『まんがーる!』で原木つぐみ役を演じ、アニメデビューを果たした。同作では主演声優宮本佳那子、駒形友梨、大橋彩香との4名組ユニット「M＠N☆GIRL!」の一員として、アニメのオープニングテーマも担当した。
2018年4月1日にはソニー・ミュージックアーティスツからエルアンドエル・ビクターエンタテインメントに移籍し、あわせて芸名を「尾高もえみ」から「MoeMi」に改名。
2024年4月1日EARLY WINGへと移籍。あわせて、Beyond The Musicレーベル（のちSUZAKU label）にて濱田智之のプロデュースによりアーティスト活動を開始。
2024年7月28日、自身の誕生日にMAGES.（現・AniTone、SUPER STATE HOLDINGS傘下）からメジャーデビューCD「星のブランコ」をリリース。
自ら作詞作曲を手掛けるほか、今井麻美、鈴木みのり、立花理香など他のアーティストへの楽曲提供も行っている。
イベントではファンから「もみもみ」と呼ばれ「もみもみってゆーなー!!」と返すのが定番になっている。

## 出演
太字はメインキャラクター。

### テレビアニメ
2013年
- まんがーる!（原木つぐみ）
- イケメン救護隊ナースエンジェルス（ナースピンク）
- 世界でいちばん強くなりたい!（藤野昴、レスラー）
- てーきゅう（審判）

2014年
- 失われた未来を求めて（花子）
- トリニティセブン（女生徒）

2015年
- ご注文はうさぎですか??（同級生B）
- 聖剣使いの禁呪詠唱（女子生徒）
- VALKYRIE DRIVE -MERMAID-（リッター、ヘクセ、二木、住人）

2016年
- カードファイト!! ヴァンガードGシリーズ（2016年 - 2018年、ベルノ・ファーレンハート） - 2シリーズ
- シュヴァルツェスマーケン（ヴィヴィエン・シュバインシュタイガー）

2017年
- ゼロから始める魔法の書（古着屋の店員A）

2020年
- 私花。きゅーけーちゅー！（大空蘭）
- 邪神ちゃんドロップキック（2020年 - 2022年、女の子、大地） - 2シリーズ
- 忍者コレクション（恵梨香、他）
- それだけがネック（月子）

2021年
- 闇芝居 - 2シリーズ
- 湖池屋 SDGs劇場 サスとテナ（2021年 - 2022年、トゥーマッチ、ゴミちゃん） - 3シリーズ

2022年
- 黒の召喚士（女部下）
- マブラヴ オルタネイティヴ（戒美凪）
- 農民関連のスキルばっか上げてたら何故か強くなった。（ルリの母親）

### 劇場アニメ
- アムリタの饗宴（2023年、由宇[14]）

### OVA
- 蒼き雷霆 ガンヴォルト（2017年、モニカ[15]）
- ロボットガールズZ  新作ぷちキャラアニメーション（2018年、Xさん〈ビッグダイX〉[16]）※フルコンプBlu-ray 映像特典

### ゲーム
2012年
- メイプルストーリー（カンナ）
- Le Ciel Bleu 〜ル・シエル・ブルー〜（メイド・ララ、モエミリア）
- リング☆ドリーム 女子プロレス大戦（電撃エレナ）

2013年
- アイコレ（電撃エレナ）
- リネージュII（ヘミン、クインシロード）
- 碧空のグレイス
- 笑ッテ★ラテアート（店員）

2014年
- 蒼き雷霆 ガンヴォルト（モニカ）
- 戦場のウエディング（ネコみみ科学者ジュディ）
- 最凶学園ナックルバウト（尾高もえみ）

2015年
- 家電少女（きぬよ、きよか、ほなみ）
- クロノドラゴン（ウィザード）
- シュヴァルツェスマーケン 紅血の紋章（ヴィヴィ・シュバインシュタイガー）

2016年
- シュヴァルツェスマーケン 殉教者たち（シモーネ・レージンガー）
- 編隊少女 -フォーメーションガールズ-（マルガリータ・ジトニコヴァ）

2020年
- エコーズオブパンドラ
- maimai でらっくす Splash（れもんっくま）
- 誰ガ為のアルケミスト（リュイ）

2024年
- メイプルストーリーM（カンナ）

2025年
- カードファイト!!ヴァンガードディアデイズ2（導咲オトワ）
- ペルソナ5: The Phantom X

### ドラマCD
- 知多娘。キャラクターズCD Vol.知多みるく 萌えろ就職活動内ボイスドラマ「これで完璧?知多みるくの“勝てる面接対策”」（知多みるく）
- 蒼き雷霆ガンヴォルト 平穏への憧憬 / III（モニカ）[30]

### ナレーション
- いないいないばあっ!DVD テレビCM（2014年）
- abemaTV ヘッズアップポーカータイマン (ダイヤちゃん）
- LINEプレイCM 動画「LINE PLAY COLLECTION」(チェリーちゃん)
- 24emotionsドキュメンタリー

### ラジオ・テレビ番組
※はインターネット配信。
- アイドル界隈（テレビ愛知）
- 知多半島情報番組　ちたまる（知多メディアス）
- 空京放送局ゆめラジ!（2010年、アニメイトTV※）
- 声カツ!〜私たち声の活動しています〜（2011年、ニコニコ生放送※）
- 尾高もえみの一難去ってまた一難（2012年、電撃PCゲーム※）
- M＠N☆GIRL!のラジオDEまんがーる!（2013年、超!A&G+※）
- 尾高もえみのOne’sLounge in MOELOG（2014年、尾高もえみオフィシャルブログ「MOELOG」※）
- age広報番組 広報の咆哮（2015年 - 2016年、ニコニコ生放送※）
- age広報番組 アキバcode900（2016年 - 2017年、ニコニコ生放送※）
- MoeMiの夢びより（2020年 - （終了） 、まえばしCITYエフエム）
- 私花。てれび！（2020年 - 2021年、CBCテレビ、GYAO!※）
- PsyChe（プシュケ）の私花。らじお！（2020年 - 2022年、音泉※）
- 私花。らじお！〜sprout〜（2022年 - 2023年 、音泉※）
- MoeMiののんびりプティフール（2020年 -  、音泉※・Youtube※）

### 雑誌連載
- ファミ通『ラブプラス+』ナビゲーター
- 声優アニメディア連載「アトリエ・エム」（2021年10月号 - （終了））

### ウェブ連載
- 電アス・ゲーム部 炎の十番勝負！ オンラインゲームガチンコPR対決！（2012年6月28日 - 2013年3月29日、ASCII.jp）[31][32]

### 舞台・朗読劇
- 季節の朗読「しきよみ」#3 秋の朗読劇【絆】（2022年）
- 舞台『アサルトリリィ イルマ女子美術高校』（2023年 - 2024年、篠田澪瑚[33]）
- 朗読ショウ「パレード・ホライゾン」（2024年）

### その他コンテンツ
- 愛知県知多半島PRキャラクター 知多みるく（2009年 - ）[34]
- あいちの離島PR大作戦!愛知県公認PR大使（2009年）[35]
- NHK名古屋放送局　NHKこども放送探検ランド（2011年）[36]
- 美浜町歴史観光ウェブアプリ『義朝の野望』（2013年）常盤御前 役[37]
- 名鉄常滑線全線開通100周年記念式典 司会（2013年）
- メディアミックスプロジェクト『私の愛した花の名は。』（2022年、蘭[38]）

## ディスコグラフィ

### CDシングル
| 発売日        | タイトル     | 収録曲 | 規格品番                                | 備考 |
| ------------- | ------------ | --- | --------------------------------------- | ---- |
| 2024年7月28日 | 星のブランコ | 1. 星のブランコ 作詞・作曲：MoeMi、編曲：濱田智之 朗読ショウ「パレード・ホライゾン」ストーリーテーマ 2. 世界に優しいあなたに 作詞・作曲：MoeMi、編曲：濱田智之 3. 星のブランコ (Off Vocal) 4. 世界に優しいあなたに (Off Vocal) | BTMC-0020（Type-A） BTMC-0021（Type-B） |      |

### デジタル配信
| 発売日   | タイトル                        | 収録曲                                                                                          | 備考   |        |
| 2018年   | 2018年                          | 2018年                                                                                          | 2018年 | 2018年 |
| -------- | ------------------------------- | ----------------------------------------------------------------------------------------------- | ------ | ------ |
| 10月12日 | MyDear                          | 1. MyDear 作詞・作曲：MoeMi 2. シュガー 作詞・作曲：MoeMi                                       |        |        |
| 2019年   |                                 |                                                                                                 |        |        |
| 1月30日  | 一月のデネブ                    | 1. 一月のデネブ 作詞・作曲：MoeMi                                                               |        |        |
| 2月14日  | Re:glus                         | 1. Re:glus 作詞・作曲：MoeMi                                                                    |        |        |
| 2024年   |                                 |                                                                                                 |        |        |
| 3月 1日  | 一月のデネブ - Orchestra ver. - | 1. 一月のデネブ - Orchestra ver, - 作詞・作曲：MoeMi、編曲：濱田智之                            |        |        |
| 4月27日  | 青色プロローグ                  | 1. 青色プロローグ 作詞・作曲：MoeMi、編曲：濱田智之                                             |        |        |
| 6月8日   | こもりうた                      | 1. こもりうた 作詞・作曲：MoeMi、編曲：濱田智之 2. Day By Day 作詞・作曲：MoeMi、編曲：西出真理 |        |        |

### アルバム
| 発売日        | タイトル | 収録曲 | 規格品番    | 備考 |
| ------------- | -------- | --- | ----------- | --- |
| 2025年5月31日 | inori    | 1. inori 2. Repaint the world 3. カラフルグリッサンド 4. the one 〜桜の木の下で〜 5. メテオライト 6. MyDear 〜inori ver.〜 7. 一月のデネブ 〜inori ver.〜 8. Re:gulus 〜inori ver.〜 9. 星のブランコ 〜inori ver.〜 10. カンパニュラ | SZK-0000009 | 16ページブックレット付きダウンロード・カード（SONOCA）で発売。初回封入特典として、プリントサイン入りブロマイド全3種類のうち1枚封入。 |

### 楽曲提供（歌詞提供）
| 発売日   | 楽曲             | 歌         | 備考                                                               |        |
| 2023年   | 2023年           | 2023年     | 2023年                                                             | 2023年 |
| -------- | ---------------- | ---------- | ------------------------------------------------------------------ | ------ |
| 7月29日  | 約束             | 堀川かえで | 作詞作曲：MoeMi 編曲：濱田智之                                     |        |
| 2024年   |                  |            |                                                                    |        |
| 5月31日  | reSTARt          | 堀川かえで | 作詞作曲：MoeMi 編曲：濱田智之                                     |        |
| 6月26日  | アリウム         | 今井麻美   | 作詞作曲：MoeMi、編曲；牧戸太郎                                    |        |
| 9月13日  | IRODORI          | 今井麻美   | 朗読ショウ「パレード・ホライゾン」OP 作詞：MoeMi、作編曲；濱田智之 |        |
| 9月13日  | グラン・ギニョル | 今井麻美   | 朗読ショウ「パレード・ホライゾン」ED 作詞：MoeMi、作編曲；濱田智之 |        |
| 11月27日 | 別に             | 立花理香   | 作詞：立花理香、作曲：MoeMi、編曲；濱田智之                        |        |

### その他楽曲
| 発売日   | 商品名                                                                 | 歌                                | 楽曲                           | 備考                                                               |
| 2013年   | 2013年                                                                 | 2013年                            | 2013年                         | 2013年                                                             |
| -------- | ---------------------------------------------------------------------- | --------------------------------- | ------------------------------ | ------------------------------------------------------------------ |
| 3月29日  | Le Ciel Bleu 〜ル・シエル・ブルー〜 イメージソング＆ゲームミュージック | 尾高もえみ                        | 「Le Ciel Bleu!」              | ゲーム『Le Ciel Bleu 〜ル・シエル・ブルー〜』関連曲                |
| 2024年   |                                                                        |                                   |                                |                                                                    |
| 2月 1日  | あなたのうた                                                           | 今井麻美、FRAM、堀川かえで、MoeMi | 「あなたのうた」               | 震災復興支援楽曲、作詞作曲：MoeMi                                  |
| 9月13日  | それでも日々は                                                         | MoeMi                             | 「それでも日々は」             | 朗読ショウ「パレード・ホライゾン」ストーリーテーマ 作詞作曲：MoeMi |
| 9月13日  | ノジィア・ロホデー・ラップ                                             | チームパレホラfeat.Kedwin         | 「ノジィア・ロホデー・ラップ」 | 朗読ショウ「パレード・ホライゾン」ストーリーテーマ 作詞：MoeMi     |
| 9月13日  | いのちのいろ                                                           | MoeMi                             | 「いのちのいろ」               | 朗読ショウ「パレード・ホライゾン」ストーリーテーマ 作詞作曲：MoeMi |
| 9月13日  | Ten little Indian boys                                                 | MoeMi                             | 「Ten little Indian boys」     | 朗読ショウ「パレード・ホライゾン」挿入歌                           |
| 12月25日 | 3 Colors in Christmas                                                  | 今井麻美、立花理香、MoeMi         | 「3 Colors in Christmas」      | 作詞・作曲：MoeMi                                                  |
| 12月25日 | 3 Colors in Christmas                                                  | 今井麻美、立花理香、MoeMi         | 「White Christmas」            |                                                                    |
| 12月25日 | 3 Colors in Christmas                                                  | MoeMi（コーラス：立花理香）       | 「赤鼻のトナカイ」             |                                                                    |
| 12月25日 | 3 Colors in Christmas                                                  | 立花理香（コーラス：MoeMi）       | 「もろびとこぞりて」           |                                                                    |
| 12月25日 | 3 Colors in Christmas                                                  | MoeMi                             | 「Ave MAria（シューベルト）」  |                                                                    |
| 12月25日 | 3 Colors in Christmas                                                  | MoeMi（コーラス：今井麻美）       | 「きよしこの夜」               |                                                                    |

### キャラクターソング
| 発売日  | 商品名                                                                 | 歌                                         | 楽曲 | 備考                                             |
| 2009年  | 2009年                                                                 | 2009年                                     | 2009年 | 2009年                                           |
| ------- | ---------------------------------------------------------------------- | ------------------------------------------ | --- | ------------------------------------------------ |
| 8月1日  | 知多半島イメージキャラクター知多みるくミニアルバムvol.1 くびれない日曜 | 知多みるく（尾高もえみ）                   | 「もえろ!!知多半島」 「いっぽんみち」 「ミラクルミルク!!」 | 『愛知県知多半島PRキャラクター知多みるく』関連曲 |
| 2010年  |                                                                        |                                            | |                                                  |
| 2月21日 | 知多娘。キャラクターズアルバムvol.1 夢≠目標                            | 知多みるく（尾高もえみ）                   | 「もえろ!!知多半島」 「ミラクルみるくが止まらない!」 「くびれない日曜」 「はちみつツンデレぱんち」 「レベルアップ」 「さよ恋」 「コトバの魔法」 「知多半島☆喰えすと」 「夢≠目標」 「いっぽんみち」 「もえろ!!知多半島リミックス」 | 『愛知県知多半島PRキャラクター知多みるく』関連曲 |
| 2013年  |                                                                        |                                            | |                                                  |
| 2月27日 | girl meets DEADLINE                                                    | M@N☆GIRL!                                  | 「girl meets DEADLINE」 「毎日☆まんがーる!」 | テレビアニメ『まんがーる!』オープニングテーマ    |
| 3月8日  | 知多娘。キャラクターズCD Vol.知多みるく 萌えろ就職活動                 | 知多みるく（尾高もえみ）                   | 「New Day」 「はっぴぃ（ハート）はっぴぃ面接」 「You Can」 「いっぽんみち(2013ver.)」 | 『愛知県知多半島PRキャラクター知多みるく』関連曲 |
| 2015年  |                                                                        |                                            | |                                                  |
| 3月10日 | 蒼き雷霆ガンヴォルト 平穏への憧憬                                      | アシモフ（雪田将司）、モニカ（尾高もえみ） | 「Find Out! - 希望の羅針 -」 | ゲーム『蒼き雷霆ガンヴォルト』関連曲             |
| 5月8日  | 知多娘。キャラクターズアルバム Vol.3 知多半島♡魂                       | 知多娘。（尾高もえみ）                     | 「知多半島♡魂」 「知多酒で乾杯!」 「全力娘。〜Light in darkness〜」「経験が成長に変わるとき」 「Go My Way!知多半島」 | 『愛知県知多半島PRキャラクター知多娘。』関連曲   |
| 2020年  |                                                                        |                                            | |                                                  |
| 12月9日 | 月灯りのセレナイト                                                     | 月子（MoeMi）                              | 「月灯りのセレナイト」 | テレビアニメ『それだけがネック』挿入歌           |

## ライブ・イベント

### 合同ライブ
- アナザーエデンコンサート「a refrain of times」（2020年）
- アナザーエデンコンサート「for fragile time」（2021年）
- アナザーエデンコンサート2024「Records for a Forged Future」（2024年）

### その他
- B-Festival2023（2023年）
- Lyric Reading Live（2023年）
- B-Festival2023 - Summer -（2023年）
- Freshers Live 2023 ALLY×MoeMi×堀川かえで（2023年）
- Freshers Live 2023 SPECIAL（2023年）
- KPF2024 北九州ポップカルチャーフェスティバル（2024年[47]）

### シリーズ一覧
1. ↑  第4期『NEXT』（2016年 - 2017年）、第5期『Z』（2018年）
2. ↑  第2期『'』（2020年）、第3期『X』（2022年）
3. ↑  第8期（2021年）、第9期（2021年）
4. ↑  第1期（2021年）、第2期『シーズン2』（2022年）、第3期『シーズン3』（2022年）

### ユニットメンバー
1. ↑  宮本佳那子、駒形友梨、尾高もえみ、大橋彩香